# Chemiluminescenza

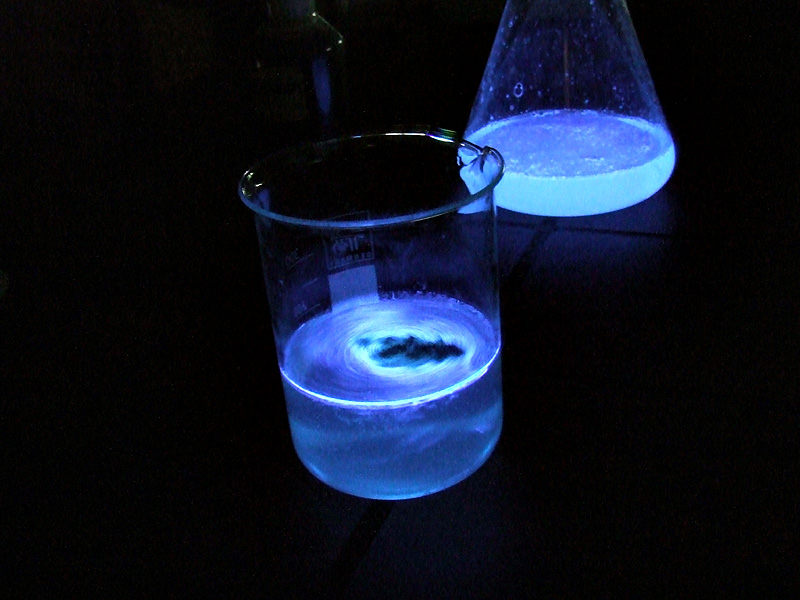
Luminolo ed emoglobina

La chemiluminescenza, talvolta chiamata chemioluminescenza, è l'emissione di radiazione elettromagnetica, in particolare nel visibile e nel vicino infrarosso, che può accompagnare una reazione chimica.
Considerando una reazione tra i reagenti A e B a dare il prodotto P:
A + B → P* → P + hν
In pratica la reazione porta al prodotto P in uno stato eccitato ed il decadimento allo stato fondamentale non porta alla formazione di calore, ma di un fotone (hν). È quindi necessario che i meccanismi di decadimento radiativo siano più competitivi rispetto a quelli non radiativi. Non si confonda il concetto di radiante/non radiante con il concetto di radioattivo, cioè di emissione di radiazione ionizzante.
Un esempio di reazione che porta a chemiluminescenza è quella del luminolo con il perossido di idrogeno ed un catalizzatore metallico.
Quando il fenomeno si verifica in sistemi biologici, per esempio nelle lucciole, si parla di bioluminescenza. In questi casi le reazioni sono catalizzate da enzimi.

## Applicazioni analitiche

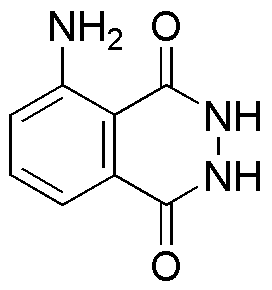
Luminolo

Sono poche le reazioni chimiche che producono chemiluminescenza, ma alcune sono molto importanti da un punto di vista ambientale; questo unito alla selettività e alla sensibilità del metodo rende le tecniche basate su questo fenomeno utili in chimica analitica.
Un esempio può essere l'analisi del monossido di azoto presente nell'aria, analisi che si basa sulla reazione di questo con ozono:
NO + O3 → NO2* + O2
NO2* → NO2 + hν
Un esperimento basato sulla chemiluminescenza si basa sulla misurazione della variazioni di intensità dell'emissione luminosa nel tempo. Vari ioni metallici catalizzano la reazione del luminolo con perossido di idrogeno facendo variare il picco di intensità, è così possibile rivelare vari ioni presenti in soluzione. 
Sfruttando questa attività catalitica, è possibile rivelare tracce di sangue in quanto anche il ferro contenuto nell'emoglobina catalizza la reazione del luminolo.
Anche varie specie organiche catalizzano o inibiscono la reazione del luminolo con perossido di idrogeno ed è così possibile rivelare tracce di gas nervini, insetticidi o altri composti.

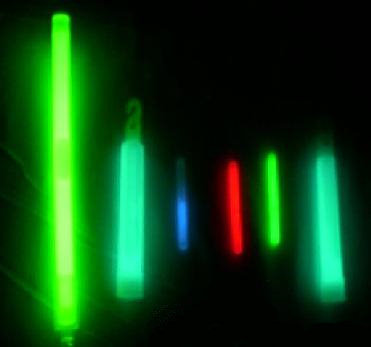
Lightstick

## Applicazioni commerciali
- Lightstick